# Aldo Maldera
Aldo Maldera (né le 14 octobre 1953 à Milan, et mort le 1er août 2012 à Rome) est un footballeur international italien des années 1970 et 1980. Il est le frère cadet d'Attilio et Luigi Maldera, ex-joueurs du Milan AC, raison pour laquelle il est aussi connu en tant que Maldera III.

## Biographie
Originaire de Bari, Aldo Maldera débute avec l'équipe première du Milan AC le 26 mars 1972 face à l'AC Mantoue. Prêté au Bologne FC pour acquérir de l'expérience, il ne jouera finalement que trois matchs avant de revenir à Milan dans un rôle de remplaçant de l'expérimenté arrière gauche allemand Karl-Heinz Schnellinger, auquel il est alors appelé à succéder.
Titulaire dès 1975, il fait ses débuts en équipe d'Italie le 28 mars 1976 à New York face à l'Angleterre lors du Tournoi du Bicentenaire de l'Indépendance américaine.
En 1977, il remporte avec le Milan AC la Coupe d'Italie, avant d'enchaîner deux ans plus tard avec le championnat national. Durant cette période, il Cavallo se distingue par son incroyable rapidité, ses dribbles déroutant, ses multiples courses le long de son couloir et, surtout, par sa patte gauche qui lui permet d'inscrire pas moins de neuf buts lors de la saison 1978-1979.
L'année suivante, le Milan AC termine troisième mais se retrouve impliqué dans le scandale du Totonero qui secoue l'Italie du début des années quatre-vingt.  Les Milanais sont rétrogradés en Série B et Maldera choisit de continuer avec son équipe de cœur même s'il est alors au faîte de sa gloire.
Après la montée puis une nouvelle relégation, celle-là sur le terrain, des Rossoneri, il passe à l'AS Rome où il remporte de nouveau un Scudetto puis une Coupe d'Italie respectivement en 1983 et 1984.
Il termine sa carrière à l'AC Fiorentina en 1987.

## Palmarès
- Milan AC :
  - Vainqueur de la Coupe Mitropa en 1982
  - Vainqueur du Championnat d'Italie en 1979
  - Vainqueur de la Coupe d'Italie en 1977
- AS Rome :
  - Vainqueur du Championnat d'Italie en 1983
  - Vainqueur de la Coupe d'Italie en 1984